# Папа Марин I
Папа Марин I (латински: Marinus I; умро 15. маја 884. у Риму) је био 108. папа од 16. децембра 882. године до своје смрти.

## Биографија
Рођен је у Риму који је тада био део Папске државе. Отац му је био свештеник. Током понтификата папе Николе I именован је за ђакона. Пре доласка на папску столицу био је епископ Каере. Због тога је његов избор контроверзан јер се у то доба од бискупа очекивало да никада не напушта своју канцеларију. У три наврата је био папски легат. Био је представник папства у Цариграду. Његов претходник, папа Јован, послао га је напуљском војводи Анастасију да га упозори да не тргује са муслиманима у јужној Италији. 
Папа Марин рехабилитовао је будућег папу Формоза. Формоз је био кандидат за папу на изборима на којима је изабран Јован VIII. Јован га је потом протерао уз претњу екскомуникацијом. Због свог поштовања према Алфреду Великом (владао од 871. до 899) Марин је Англосаксонце у Риму ослободио плаћања данка. Умро је 15. маја 884. године. Наследио га је папа Хадријан III.